# Rust Never Sleeps
| 전문가 평가                   | 전문가 평가 |
| 평가 점수                     | 평가 점수   |
| 출처                          | 점수        |
| ----------------------------- | ----------- |
| AllMusic                      | [ 3 ]       |
| Chicago Tribune               | [ 4 ]       |
| Christgau's Record Guide      | A+          |
| Encyclopedia of Popular Music | [ 6 ]       |
| The Great Rock Discography    | 9/10        |
| Music Story                   | [ 6 ]       |
| MusicHound Rock               | 4.5/5       |
| Q                             | [ 2 ]       |
| The Rolling Stone Album Guide | [ 7 ]       |
| Spin Alternative Record Guide | 10/10       |

《Rust Never Sleeps》는 캐나다의 싱어송라이터 닐 영과 미국의 록 밴드 크레이지 호스의 스튜디오와 라이브 트랙이 모두 수록된 음반이다. 1979년 6월 22일, 리프리즈 레코드에 의해 발매되었다. 이 음반의 대부분은 라이브로 녹음된 후 스튜디오에서 오버더빙된 반면, 다른 음반들은 스튜디오에서 시작되었다. 영은 예술적인 안일함을 피하고 라이브 공연을 위해 좀 더 진보적이고 연극적인 접근을 시도하기 위해 크레이지 호스와의 투어에서 "rust never sleeps(녹은 절대 잠들지 않는다)"라는 문구를 컨셉으로 사용했다.

## 배경 및 녹음
이 음반은 1978년 영이 풍부한 신소재를 연주한 장시간의 〈Rust Never Sleeps〉 투어 동안 녹음되었다. 이번 콘서트 투어는 솔로 어쿠스틱 세트와 크레이지 호스가 함께한 일렉트릭 세트로 나눠 진행됐다. 거친 스타일의 기타 연주가 특징인 이 일렉트릭 세트는 1970년대 후반 펑크 록 시대정신의 영향을 받았으며, 영의 포크에서 영감을 받은 이전 음반인 《Comes a Time》과는 극명한 대조를 이루었다.
어쿠스틱한 〈My My, Hey Hey (Out of the Blue)〉와 일렉트릭 〈Hey Hey, My My (Into the Black)〉 두 곡이 신소재의 중심축이었다. 이 음반의 솔로 부분인 〈My My, Hey (Out of the Blue)〉, 〈Thrasher〉, 〈Ride My Llama〉는 1978년 5월 24일부터 28일까지 샌프란시스코의 하숙집에서 라이브로 녹음되었다. 이 음반의 두 곡은 라이브로 녹음되지 않았다. 〈Sail Away〉는 《Comes a Time》 녹음 세션 중 또는 이후에 크레이지 호스 없이 녹음되었고, 〈Pocahontas〉는 1976년 솔로 녹음되었다(오버더빙 없이 녹음된 원곡은 2017년 《Hitchhiker》 아카이브 발매로 발매되었다).
5월 28일 하숙집에서 마지막 공연을 한 후, 영은 샌프란시스코의 디퍼런트 퍼 스튜디오에서 아트 펑크 밴드 디보와 함께 〈Hey Hey, My My (Into the Black)〉의 불협화음을 녹음했고, 나중에 크레이지 호스에게 이 노래를 소개했다. 디퍼런트 퍼 스튜디오 세션에서 디보의 보컬리스트 마크 머더즈보는 자동차 녹 방지 제품인 러스트 올림을 홍보하는 그래픽 아트 경력에서 기억나는 슬로건인 "Rust never sleeps"라는 가사를 추가했다. 영은 이 대사를 그의 음반 제목뿐만 아니라 크레이지 호스 버전의 곡에 사용했다. "It's better to burn out than to fade away(사라지는 것보다 타들어가는 것이 낫다)"는 가사는 그의 동료들과 비평가들에 의해 널리 인용되었다.
이 일렉트릭 세트는 1978년 말 닐 영/크레이지 호스 투어에서 녹음되었으며 나중에 오버더빙이 추가되었다. 관객들의 소음은 가급적 제거되지만, 개폐곡에서 특히 눈에 띄게 들린다.

## 곡 목록
모든 곡들은 특별한 언급이 없는 한 닐 영에 의해 작사/작곡하였다.
| #  | 제목                                 | 작사·작곡       | 재생 시간 |
| -- | ------------------------------------ | --------------- | --------- |
| 1. | 〈My My, Hey Hey (Out of the Blue)〉 | 영, 제프 블랙번 | 3:45      |
| 2. | 〈Thrasher〉                         |                 | 5:38      |
| 3. | 〈Ride My Llama〉                    |                 | 2:29      |
| 4. | 〈Pocahontas〉                       |                 | 3:22      |
| 5. | 〈Sail Away〉                        |                 | 3:46      |

| #  | 제목                                | 재생 시간 |
| -- | ----------------------------------- | --------- |
| 1. | 〈Powderfinger〉                    | 5:30      |
| 2. | 〈Welfare Mothers〉                 | 3:48      |
| 3. | 〈Sedan Delivery〉                  | 4:40      |
| 4. | 〈Hey Hey, My My (Into the Black)〉 | 5:18      |

## 인증
| 국가                       | 인증     | 판매량/출하량 |
| -------------------------- | -------- | ------------- |
| 오스트레일리아 (ARIA)      | 골드     | 7,500^        |
| 영국 (BPI)                 | 실버     | 60,000^       |
| 미국 (RIAA)                | 플래티넘 | 1,000,000^    |
| ^출하량을 기반으로 한 인증 |          |               |